# Maurice Nédoncelle
Maurice Nédoncelle (ur. 30 października 1905 w Roubaix, zm. 27 listopada 1976 w Strasburgu) – francuski filozof i duchowny katolicki, profesor uniwersytetu w Strasburgu; zaliczany do filozofów dialogu.

## Życiorys
Po otrzymaniu święceń kapłańskich w seminarium Saint Sulpice w Paryżu w 1930 rozpoczął studia filozoficzne na Sorbonie. Uzyskał doktorat z filozofii i teologii. W latach 1930–1943 wykładał filozofię w Collège Albert-du-Mun; później w latach 1943-1945 na uniwersytecie katolickim w Lille. Od 1945 do śmierci przebywał w Strasburgu jako profesor teologii fundamentalnej na miejscowym uniwersytecie.
Autor ponad 200 prac naukowych. Na język polski przetłumaczono:
- Fidélité et célibat consacré (Wierność i celibat, tłum. Irena Kownacka, [w:] W drodze, Poznań, R. 5, nr 8(48), 1977, ss. 27-37),
- Wartość miłości i przyjaźni, [zbiór tekstów], przekł. i oprac. Kazimierz Bukowski, Wyd. M, Kraków 1993),
- Prière humaine, prière divine. Notes phénoménologiques (Prośba i modlitwa. Szkice fenomenologiczne, tłum. Maria Tarnowska, wstęp Marek Jędraszewski, Wyd. Znak, Kraków 1995).

## Wybrane publikacje
- La philosophie religieuse (1934)
- La réciprocité des consciences (1942)
- La personne humaine et la nature (1943)
- Vers une philosophie de l´amour et de la personne (1946)
- Introduction à l´esthétique (1953)
- De la fidelité (1953)
- Existe-t-il une philosophie chrétienne (1960)
- Conscience et Logos (1961)
- Groupe et personne: réflexion philosophique (1971)
- Intersubjectivité et ontologie
- Le défi personnaliste (1974)